# Ndongosi
Ndongosi ist ein Verwaltungsbezirk (Ward) des Distrikts Songea in der tansanischen Region Ruvuma.

## Geografie
Ndongosi liegt im Südwesten von Tansania südlich der Regionshauptstadt Songea an der Grenze zu Mosambik. Das wichtigste Gewässer ist der Fluss Rovuma, der die Grenze zu Mosambik bildet. Der Bezirk grenzt im Norden an Mpitimbi und Matimir, im Osten an die Bezirke Limamu, Lisimonji, Lusewa und Msisima des Distrikts Namtumbo, im Süden an Mosambik, im Westen an Lilahi und im Nordwesten an Kizuka und Mbinga Mhalule. Bei der Volkszählung 2022 lebten 12.645 Menschen in 2850 Haushalten auf einer Fläche von 2807 Quadratkilometern.

## Gliederung
Der Bezirk besteht aus drei Gemeinden (Mtaa) mit 28 Orten (Kitongoji):
| Ndongosi - Lizaboni Darajani - Lizaboni Madukani - Muungano - Majengo A - Majengo B - Usalama Kati - Usalama Kaskazini - Usalama Kusini - Kidigidigi - Maleta | Nambendo - Tuliani - Majengo - Kidalini - Shuleni - Kilingeni - Malepela - Magumukila | Namatuhi - Shabaha - Matalawe - Lupapilo - Kisiwani - Muyamuya - Mkanyageni - Mkuru - Kitingini - Shuleni A - Shuleni B - Bombambili |

## Wirtschaft und Infrastruktur
- Bildung: Im Bezirk gibt es zwei weiterführende Schulen.[8] Die Namatuhi Secondary School ist eine Knabenschule, die Ndongosi Secondary School eine Mädchenschule. Beide sind staatliche Schulen und bieten eine Ausbildung bis zur 4 Stufe an.[9][10]
- Gesundheit: In der Gemeinde Ndongosi liegen zwei Apotheken, eine staatliche und eine private,[11][12] in Nambendo und Namatuhi ist je eine staatliche Apotheke.[13][14]